# Васильковская улица (Киев)
Василько́вская у́лица (укр. Васильківська вулиця) — улица в Голосеевском районе Киева. Пролегает от Голосеевской площади до
проспекта Академика Глушкова.
Примыкают Голосеевский проспект (дважды), улицы Стельмаха, Маричанская, Бурмистенко, Володи Дубинина, Сумская, Юлии Здановской (Ломоносова) и Жуковского, переулки Ужгородский, Задорожный, Жуковского и Коломойский. Проходит через Амурскую площадь.

## История
Улица возникла в XIX веке на древнем Васильковском пути, была частью Большой Васильковской улицы, которая начиналась на Бессарабке и заканчивалась в Василькове. Современное название — с 6 декабря 1944 года. В 1957 году часть Васильковской улицы вошла в Голосеевский проспект, составляла его отрезок от Демиевской площади до Голосеевской площади. Старая застройка ликвидирована в 1950—70-е годы.

### Периодвторжения России на Украину (2022)
24 февраля 2022 года в районе дома № 3 на Васильковской улице упали фрагменты сбитой авиационной противорадиолокационной ракеты Х-31П класса «воздух — поверхность» вооружённых сил РФ. Это был первый зафиксированный случай поражения жилых районов Киева в период активной фазы российско—украинской войны. В результате инцидента никто не пострадал, был разбит рекламный щит и выбито стекло в соседних домах.